# Jinchang
Pour les articles homonymes, voir Jinchang (homonymie).

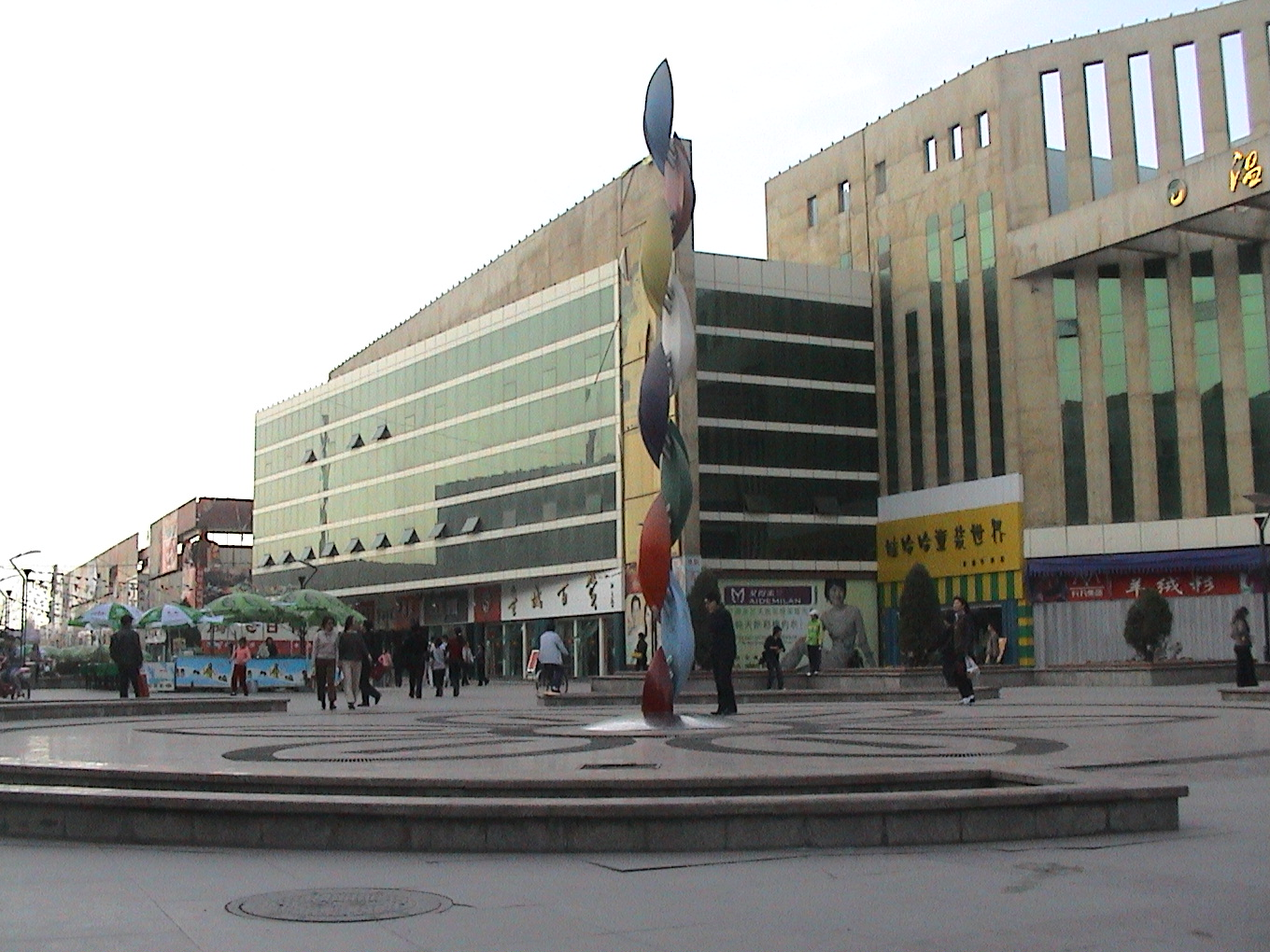
Une vue de Jinchang

Jinchang (金昌 ; pinyin : Jīnchāng) est une ville de la province du Gansu en Chine.

## Démographie
La population de la préfecture était estimée à 450 000 habitants en 2004, et celle de la ville de Jinchang à 149 080 habitants en 2007.

## Subdivisions administratives
La ville-préfecture de Jinchang exerce sa juridiction sur deux subdivisions - un district et un xian :
- le district de Jinchuan - 金川区 Jīnchuān Qū ;
- le xian de Yongchang - 永昌县 Yǒngchāng Xiàn.